# Delphacodes signoreti
Delphacodes signoreti är en insektsart som först beskrevs av Scott 1870.  Delphacodes signoreti ingår i släktet Delphacodes och familjen sporrstritar. Inga underarter finns listade i Catalogue of Life.